# NGC 2273A
NGC 2273A је спирална галаксија у сазвежђу Рис која се налази на NGC листи објеката дубоког неба.
Деклинација објекта је + 60° 4' 50" а ректасцензија 6h 40m 7,0s. Привидна величина (магнитуда) објекта NGC 2273 износи 12,6 а фотографска магнитуда 13,3. NGC 2273A је још познат и под ознакама UGC 3504, MCG 10-10-9, CGCG 285-3, IRAS 06356+6007, PGC 19397.